# Bagi
Bagi is een bestuurslaag in het regentschap Madiun van de provincie Oost-Java, Indonesië. Bagi telt 4366 inwoners (volkstelling 2010).